# 日吉克実
日吉 克実（ひよし かつみ、1995年5月8日 - ）は、静岡県伊豆市出身の元陸上競技選手、元競輪選手。
陸上選手としての専門は100mと200mの短距離走。200mの日本中学記録保持者、100mの元中学記録保持者である。
競輪選手としては、日本競輪選手養成所（以下、養成所）第123期生。現役時代は日本競輪選手会静岡支部所属。師匠は久松昇一（59期、引退）。

## 経歴
静岡県伊豆市出身。伊豆市立修善寺中学校、静岡県立韮山高等学校、中央大学（文学部）卒業。

### 小学生時代
5年生の時に地元の陸上クラブ・中伊豆ACに入って陸上を始める。6年生の時には全国小学生陸上4×100mRに出場し、2走を務めて7位入賞した。

### 中学生時代
2008年、10月のジュニアオリンピックC100mに出場すると、予選・準決勝・決勝の全てで11秒4台をマークして優勝した。1年の時は走幅跳も行ったが、2年からは100mと200mを専門とした。 
2009年、8月の第36回全日本中学校陸上競技選手権大会に初出場すると、100mで史上5人目となる2年生ファイナリスト、200mも同大会で唯一の2年生ファイナリストとなり、100mと200mの両種目で4位入賞を果たした。10月のジュニアオリンピックB100mでは連覇を達成した。
2010年、7月に100mで追い風参考記録ながら当時の中学記録を上回る10秒56（+3.7）をマークすると、専門外の400mでも中学歴代11位の記録となる48秒92をマークした。8月の第37回全日本中学校陸上競技選手権大会では200mを21秒18（+1.8）の中学新記録で制し、従来の為末大の記録を0秒18も塗り替え、2位の桐生祥秀に0秒43差をつけて圧勝すると、100mでも従来の梨本真輝の記録を0秒03更新する10秒64（+1.8）の中学新記録で制し、15年ぶり史上8人目となる100mと200mの2冠を達成した。3冠のかかった4×100mリレーではアンカーを務めたが、1位と0秒11差の2位に終わり惜しくも3冠を逃した。10月の国体少年B100mでは中学生で唯一決勝に残り4位入賞、ジュニアオリンピックA100mでは準決勝で10秒68（+1.8）の大会タイ記録をマークして3連覇を達成した。

### 高校生時代
高校1年目（2011年）のシーズンベストは100mが10秒79、200mが21秒63に留まった。
2012年、5月に100mで10秒53（+1.9）をマークし、中学記録でもある10秒64の自己ベストを0秒11更新した。8月のインターハイは100m準決勝で10秒64（+1.7）をマークしても決勝に進めなかったが、200mでは2年生最先着となる4位入賞を果たした。10月の日本ユース選手権200mは予選で21秒18（+1.2）の自己ベストタイをマークし、決勝でも自己ベストに迫る21秒19（-0.4）をマークするも、20秒70のユース日本最高記録を樹立した桐生祥秀に次ぐ2位に終わった。
2013年、7-8月のインターハイ100mと200mの両種目で決勝に進出し、それぞれ5位と4位入賞を果たした。

### 大学生時代
2014年、5月の静岡国際200mB予選で21秒02（-0.6）をマークし、中学記録でもある21秒18の自己ベストを0秒16更新した。関東インカレ4×100mRでは当初補欠だったが出番が回ってきて、3走を務め優勝に貢献した。6月にはアジアジュニア選手権の日本代表に選ばれ、200mと4×100mリレーに出場した。200mでは決勝で自己ベストに迫る21秒05（+1.0）をマークし、日本人最先着となる3位で銅メダルを獲得。4×100mリレーでは3走を務め、2008年大会以来の金メダル獲得に貢献した。この大会は世界ジュニア選手権の日本代表を決める選考競技会の1つでもあったが、世界ジュニア選手権日本代表には選ばれなかった。
2015年、5月の関東インカレ200m準決勝で自身初の20秒台となる20秒91（+1.3）をマークした。6月には日本選手権200mに初出場を果たしたが、21秒35（+1.4）の予選3組4着で決勝には進めなかった。
大学の4年間で個人タイトルを獲得することはできなかったが、4×100mリレーでは日本インカレや関東インカレの優勝に貢献した。

### 陸上引退と競輪転向へ
2018年にケンズファミリーに所属したが、同シーズン限りで陸上競技から引退したことを2019年5月1日に報告した。
その後、競輪選手への転向を目指し、2019年、2020年と2年連続で養成所の技能試験を受験するも不合格となった。そして翌2021年は適性試験受験に切り替え、3度目の受験にして2022年1月13日に合格を果たした。
2023年3月、養成所を卒業。在校成績は50位（1勝）。

### 競輪選手時代
2023年5月5日、四日市競輪場で開催された「競輪ルーキーシリーズ2023」でデビュー、7着。初勝利は同年11月30日、取手FII2日目。
競走成績不振により代謝制度の対象となり、2024年12月7日の宇都宮FIIチャレンジ準決勝での落車棄権がラストレースとなった。
2025年1月31日、選手登録消除。通算戦績は78戦5勝。

## 人物・エピソード
- 父の昭裕は高校時代にインターハイ静岡県大会の100mで優勝している[2]。東京学芸大学時代には関東インカレ2部の100mで2位、4×100mリレーで優勝した実績を持つ[12]。
- 芸能人の研ナオコとは親戚で、日吉の親と研ナオコがいとこ同士[13]。テレビ番組にて、研ナオコが日吉の選手活動に経済的支援を行っている事も語られている[14]。

## 自己ベスト
記録欄の（　）内の数字は風速（m/s）で、+は追い風を意味する。
| 種目 | 記録          | 年月日        | 場所   | 備考 |
| ---- | ------------- | ------------- | ------ | ---- |
| 100m | 10秒53 (+1.9) | 2012年5月5日  | 沼津市 |      |
| 200m | 20秒91 (+1.3) | 2015年5月17日 | 横浜市 |      |

## 主な成績
- 備考欄の記録は当時のもの

### 国際大会
| 年         | 大会                      | 場所 | 種目    | 結果 | 記録          | 備考 |
| ---------- | ------------------------- | ---- | ------- | ---- | ------------- | ---- |
| 2012 (高2) | 日韓中ジュニア交流競技会  | 光州 | 200m    | 2位  | 21秒95 (-1.4) |      |
| 2012 (高2) | 日韓中ジュニア交流競技会  | 光州 | 4x100mR | 2位  | 41秒59 (3走)  |      |
| 2012 (高2) | 日韓中ジュニア交流競技会  | 光州 | 200m    | 2位  | 21秒54 (+1.0) |      |
| 2012 (高2) | 日韓中ジュニア交流競技会  | 光州 | 4x100mR | 2位  | 42秒61 (2走)  |      |
| 2014 (大1) | アジアジュニア選手権 (en) | 台北 | 200m    | 3位  | 21秒05 (+1.0) |      |
| 2014 (大1) | アジアジュニア選手権 (en) | 台北 | 4x100mR | 優勝 | 39秒49 (3走)  |      |

### 日本選手権
- 4x100mRは日本選手権リレーの成績

| 年         | 大会    | 場所   | 種目    | 結果 | 記録          | 備考     |
| ---------- | ------- | ------ | ------- | ---- | ------------- | -------- |
| 2014 (大1) | 第98回  | 横浜市 | 4x100mR | 5位  | 40秒12 (2走)  |          |
| 2015 (大2) | 第99回  | 新潟市 | 200m    | 予選 | 21秒35 (+1.4) |          |
| 2016 (大3) | 第100回 | 横浜市 | 4x100mR | 予選 | 39秒48 (3走)  | 決勝進出 |

### その他
- 主要大会を記載

| 年         | 大会                   | 場所          | 種目    | 結果   | 記録            | 備考                              |
| ---------- | ---------------------- | ------------- | ------- | ------ | --------------- | --------------------------------- |
| 2007 (小6) | 全国小学生陸上         | 大阪市        | 4x100mR | 7位    | 51秒85 (2走)    |                                   |
| 2008 (中1) | ジュニアオリンピック   | 横浜市        | 100m    | 優勝   | 11秒46 (0.0)    |                                   |
| 2008 (中1) | ジュニアオリンピック   | 横浜市        | 4x100mR | 3位    | 42秒92 (1走)    |                                   |
| 2009 (中2) | 全日本中学校選手権     | 大分市        | 100m    | 4位    | 10秒91 (+1.5)   |                                   |
| 2009 (中2) | 全日本中学校選手権     | 大分市        | 200m    | 4位    | 21秒89 (0.0)    |                                   |
| 2009 (中2) | ジュニアオリンピック   | 横浜市        | 100m    | 優勝   | 11秒02 (-0.1)   |                                   |
| 2009 (中2) | ジュニアオリンピック   | 横浜市        | 4x100mR | 2位    | 42秒87 (2走)    |                                   |
| 2010 (中3) | 全日本中学校選手権     | 鳥取市        | 100m    | 優勝   | 10秒64 (+1.8)   | 日本中学記録                      |
| 2010 (中3) | 全日本中学校選手権     | 鳥取市        | 200m    | 優勝   | 21秒18 (+1.8)   | 日本中学記録                      |
| 2010 (中3) | 全日本中学校選手権     | 鳥取市        | 4x100mR | 2位    | 43秒47 (4走)    |                                   |
| 2010 (中3) | 国民体育大会           | 千葉市        | 100m    | 4位    | 10秒76 (+1.7)   |                                   |
| 2010 (中3) | 国民体育大会           | 千葉市        | 4x100mR | 優勝   | 39秒83 (3走)    |                                   |
| 2010 (中3) | ジュニアオリンピック   | 横浜市        | 100m    | 優勝   | 10秒81 (-0.4)   | 準決勝10秒68 (+1.8)：大会タイ記録 |
| 2010 (中3) | ジュニアオリンピック   | 横浜市        | 4x100mR | 2位    | 42秒97 (4走)    |                                   |
| 2011 (高1) | インターハイ           | 北上市        | 100m    | 準決勝 | 10秒91 (-0.5)   |                                   |
| 2011 (高1) | インターハイ           | 北上市        | 4x400mR | 準決勝 | 3分14秒65 (4走) |                                   |
| 2011 (高1) | 国民体育大会           | 山口市        | 100m    | 3位    | 10秒79 (-0.2)   |                                   |
| 2011 (高1) | 国民体育大会           | 山口市        | 4x100mR | 優勝   | 39秒83 (3走)    |                                   |
| 2011 (高1) | 日本ユース選手権       | 名古屋市      | 100m    | 準決勝 | DNS             | 予選11秒11 (-1.0)                 |
| 2011 (高1) | 日本ユース選手権       | 名古屋市      | 200m    | 準決勝 | DNS             | 予選21秒63 (+0.1)                 |
| 2012 (高2) | インターハイ           | 新潟市        | 100m    | 準決勝 | 10秒64 (+1.7)   |                                   |
| 2012 (高2) | インターハイ           | 新潟市        | 200m    | 4位    | 21秒25 (-0.5)   |                                   |
| 2012 (高2) | インターハイ           | 新潟市        | 4x100mR | 予選   | 41秒81 (4走)    |                                   |
| 2012 (高2) | インターハイ           | 新潟市        | 4x400mR | 予選   | 3分17秒31 (3走) |                                   |
| 2012 (高2) | 国民体育大会           | 岐阜市        | 100m    | 準決勝 | 10秒70 (+0.3)   |                                   |
| 2012 (高2) | 国民体育大会           | 岐阜市        | 4x100mR | 優勝   | 39秒70 (3走)    |                                   |
| 2012 (高2) | 日本ユース選手権       | 名古屋市      | 200m    | 2位    | 21秒19 (-0.4)   |                                   |
| 2012 (高2) | 日本ユース選手権       | 名古屋市      | 4x100mR | 予選   | 41秒92 (4走)    |                                   |
| 2013 (高3) | インターハイ           | 大分市        | 100m    | 5位    | 10秒62 (+0.1)   |                                   |
| 2013 (高3) | インターハイ           | 大分市        | 200m    | 4位    | 21秒26 (-1.4)   |                                   |
| 2013 (高3) | 国民体育大会           | 調布市        | 100m    | 準決勝 | 10秒84 (-0.5)   |                                   |
| 2013 (高3) | 国民体育大会           | 調布市        | 4x100mR | 2位    | 39秒91 (3走)    |                                   |
| 2013 (高3) | 日本ジュニア選手権     | 名古屋市      | 200m    | 準決勝 | 21秒51 (+0.7)   |                                   |
| 2014 (大1) | 静岡国際               | 袋井市        | 200m    | B予選  | 21秒02 (-0.6)   | 自己ベスト                        |
| 2014 (大1) | 関東インカレ (1部)     | 熊谷市 横浜市 | 200m    | 準決勝 | 21秒03 (+0.6)   |                                   |
| 2014 (大1) | 関東インカレ (1部)     | 熊谷市 横浜市 | 4x100mR | 優勝   | 39秒12 (3走)    |                                   |
| 2014 (大1) | 日本学生個人選手権     | 平塚市        | 200m    | 準決勝 | DNS             | 予選21秒34 (+1.4)                 |
| 2014 (大1) | トワイライト・ゲームス | 東京都        | 4x400mR | 4位    | 3分09秒03 (1走) |                                   |
| 2014 (大1) | 日本インカレ           | 熊谷市        | 200m    | 予選   | 21秒35 (-0.1)   |                                   |
| 2014 (大1) | 日本ジュニア選手権     | 名古屋市      | 100m    | 予選   | 10秒75 (+3.1)   |                                   |
| 2014 (大1) | 日本ジュニア選手権     | 名古屋市      | 200m    | 準決勝 | DNS             | 予選21秒95 (+0.1)                 |
| 2015 (大2) | 静岡国際               | 袋井市        | 200m    | 決勝   | 21秒81 (-0.1)   |                                   |
| 2015 (大2) | 関東インカレ (1部)     | 横浜市        | 200m    | 5位    | 21秒29 (+0.8)   | 準決勝20秒91 (+1.3)：自己ベスト   |
| 2015 (大2) | 日本学生個人選手権     | 平塚市        | 100m    | 予選   | 10秒77 (+2.4)   |                                   |
| 2015 (大2) | 日本学生個人選手権     | 平塚市        | 200m    | 予選   | 21秒64 (+1.3)   |                                   |
| 2015 (大2) | トワイライト・ゲームス | 東京都        | 100m    | 決勝   | 10秒68 (+1.0)   |                                   |
| 2015 (大2) | 日本インカレ           | 大阪市        | 200m    | 準決勝 | 21秒57 (-1.0)   |                                   |
| 2016 (大3) | 日本学生個人選手権     | 平塚市        | 100m    | 予選   | 10秒77 (+0.8)   |                                   |
| 2016 (大3) | 日本インカレ           | 熊谷市        | 200m    | 準決勝 | DNS             | 予選21秒15 (+0.5)                 |
| 2016 (大3) | 日本インカレ           | 熊谷市        | 4x100mR | 予選   | 39秒23 (3走)    | 決勝進出                          |
| 2017 (大4) | 静岡国際               | 袋井市        | 200m    | B決勝  | 21秒57 (-0.5)   |                                   |
| 2017 (大4) | 関東インカレ (1部)     | 横浜市        | 200m    | 準決勝 | 21秒53 (+0.7)   |                                   |
| 2017 (大4) | 関東インカレ (1部)     | 横浜市        | 4x100mR | 優勝   | 39秒07 (3走)    |                                   |
| 2017 (大4) | 日本学生個人選手権     | 平塚市        | 200m    | 準決勝 | 21秒36 (+0.3)   |                                   |
| 2017 (大4) | トワイライト・ゲームス | 東京都        | 4x100mR | 優勝   | 39秒36 (3走)    |                                   |
| 2017 (大4) | 日本インカレ           | 福井市        | 4x100mR | 優勝   | 39秒40 (3走)    |                                   |
| 2018 (社1) | 東日本実業団選手権     | 熊谷市        | 100m    | 予選   | 10秒96 (-0.2)   |                                   |
| 2018 (社1) | 東日本実業団選手権     | 熊谷市        | 200m    | A決勝  | DNS             | 予選21秒87 (+0.6)                 |

## 出演
- 消えた天才 ～一流アスリートが勝てなかった人 大追跡～（2018年1月3日、TBS系列）[15]。